# Coturnix japonica

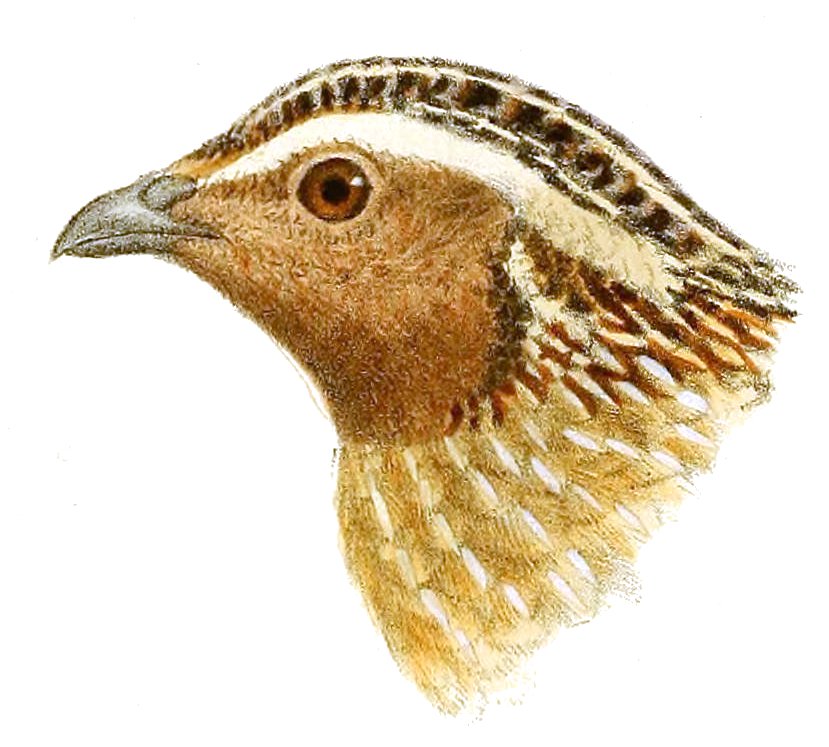
Disegno della testa.

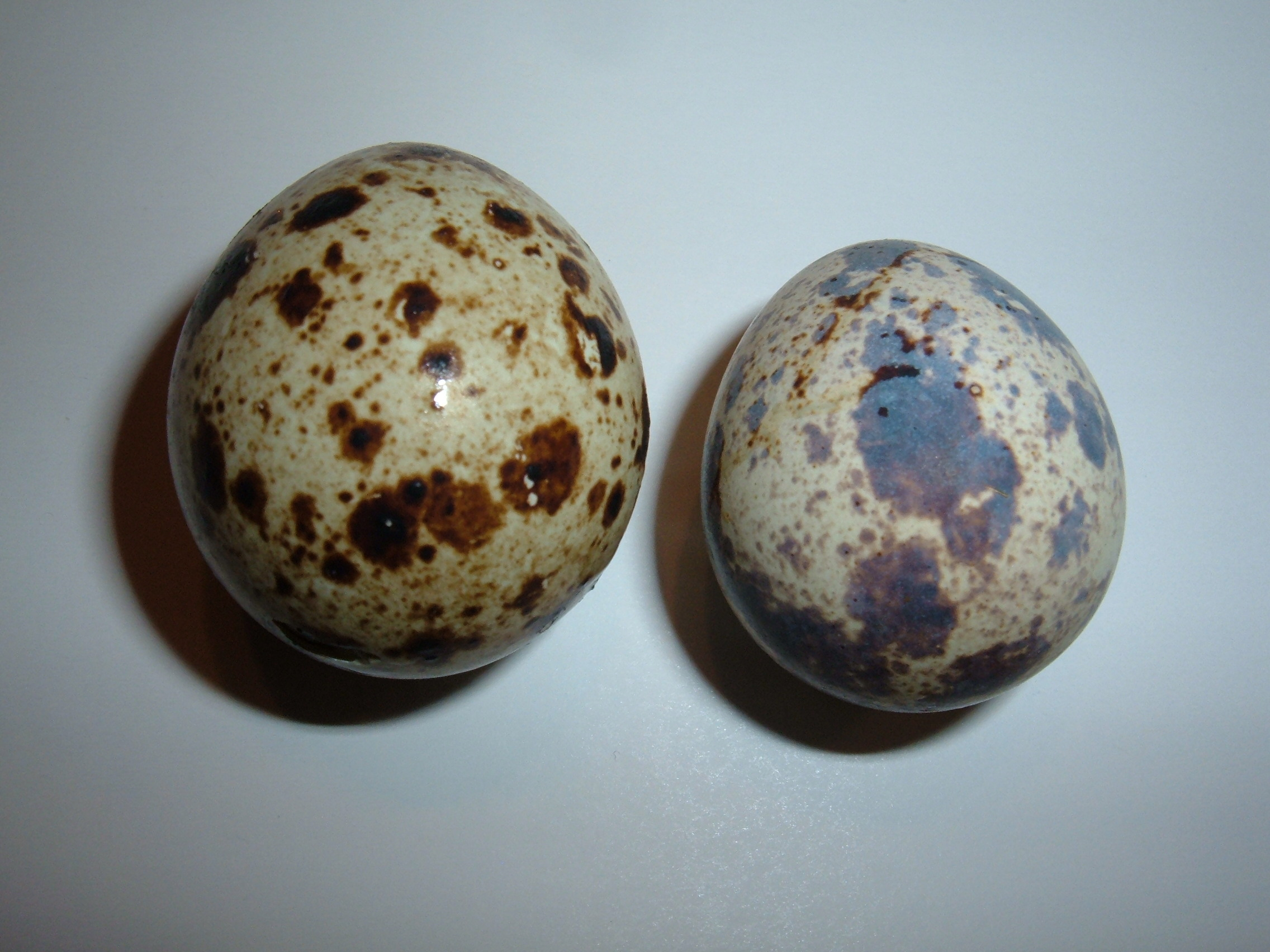
Uova di quaglia del Giappone.

La quaglia del Giappone (Coturnix japonica Gould, 1837) è un uccello galliforme della famiglia dei Fasianidi.

## Descrizione

### Dimensioni
Misura 17-19 cm di lunghezza per 85-100 g di peso nei maschi e 88-105 g nelle femmine; l'apertura alare è di 25-33 cm.

### Aspetto
È simile nell'aspetto alla quaglia comune europea (Coturnix coturnix). Complessivamente, presenta un piumaggio marrone scuro con marezzature camoscio sulle parti superiori e marrone chiaro su quelle inferiori. Al di sopra dell'occhio, su entrambi i lati della testa, vi è una striscia biancastra. Le zampe sono di colore variabile dal grigio-aranciato al grigio-rosato, così come il becco. A differenza dei maschi, le femmine generalmente (ma non sempre) sono prive della colorazione rossiccia sul petto e delle chiazze o macchioline nere sulla gola.
Il piumaggio, comunque, presenta una grande variazione nelle tonalità. Alcuni uccelli sono di colore biancastro o camoscio con marezzature rossicce o castane sulle parti superiori. Altri hanno un piumaggio quasi completamente marrone scuro, privo o quasi di marezzature. Inoltre, in cattività vengono allevate anche varietà di colore bruno-dorato.

## Biologia
Durante studi effettuati su esemplari di quaglia del Giappone allevati in cattività, sono stati individuati, per il maschio, sette tipi diversi di posture e di richiami. Tre di questi tipi di richiamo sono stati osservati anche nelle femmine. Il richiamo di questa specie consiste di profondi suoni cupi, ripetuti più volte in rapida successione. Il richiamo del maschio è generalmente di tre note. La femmina emette un lungo richiamo che avvisa il maschio della sua predisposizione all'accoppiamento. Inoltre in questi animali è stata registrata anche la pratica di corteggiare la femmina offrendo doni di tipo alimentare. In questi casi il maschio rimane fermo con un piccolo verme nel becco, emettendo una sorta di delicato gracidio. La femmina si avvicina e prende il piccolo verme per mangiarselo. Il maschio, a questo punto, cerca di accoppiarsi con la femmina.
Questa quaglia, proprio come la sua controparte europea, è una specie migratrice, che vola verso l'India, il Giappone settentrionale e la Corea per trascorrere l'estate. Sverna invece nelle regioni sud-orientali della Cina, ad Hainan, a Taiwan e nel Giappone meridionale. Queste migrazioni possono coprire distanze variabili tra i 400 ed i 1000 chilometri, e sono degne di nota per uccelli non propriamente adatti per il volo. Nel complesso, le rotte migratorie di questa specie seguono un andamento nord-sud.

### Alimentazione
Questa specie si nutre di molti tipi di semi di piante erbacee, tra i quali il panico e il miglio. La sua dieta è più proteica di quella della quaglia pettoblu (Excalfactoria chinensis), in quanto consuma un maggior numero di piccoli vermi e larve di insetto. In estate specialmente si aggira alla ricerca di insetti e di piccoli invertebrati. Inoltre si nutre anche di semi di cereali, soprattutto le femmine pronte alla deposizione delle uova.

### Riproduzione
Così come altre quaglie, depone le uova al ritmo di uno al giorno, per un totale di 7-14 uova a covata. Ciascun uovo misura in media 29,8 × 21,5 mm e pesa 7,6 g. L'incubazione dura 19-20 giorni, ma le dimensioni della covata sembrano essere correlate con la latitudine e la lunghezza del fotoperiodo. In Giappone ciascuna covata comprende 5-8 uova, mentre in Russia il loro numero varia tra 5 e 9. I pulcini raggiungono la maturità sessuale e sono già in grado di riprodursi a partire dalle quattro settimane di età.
La stagione della riproduzione varia a seconda delle località. In Russia inizia a fine aprile e continua fino ai primi di agosto. In Giappone la nidificazione ha luogo verso fine maggio e generalmente termina in agosto. In rare occasioni sono state rinvenute uova nei nidi anche in settembre.

## Distribuzione e habitat
Non sappiamo molto delle preferenze ambientali di questa specie, ma sembra prediligere habitat aperti come prati, steppe e pendici spoglie di montagne in prossimità di fonti d'acqua. È stata avvistata anche in praterie e sui terreni coltivati.
Questa specie nidifica in Asia orientale, in un'area che dalla Mongolia settentrionale si spinge a nord-est, attraverso la regione del Baikal, fino alla regione di Vitim, nella Russia centro-orientale, a est fino all'isola di Sakhalin e a sud fino al Giappone, alla Corea e al nord-est della Cina (Shandong orientale); sembra che alcuni esemplari si riproducano anche in Bhutan, cosa che fanno sicuramente in Myanmar. L'areale di svernamento è situato più a sud di quello di nidificazione, e comprende una fascia che dalle regioni centrali di Giappone e Cina giunge ad ovest, attraverso il nord-ovest della Thailandia e il nord del Myanmar, all'India nord-orientale (Assam) e al Bhutan; quando gli inverni non sono particolarmente rigidi alcuni esemplari svernano anche in piccolo numero in Buriazia e nel Territorio del Litorale. Gli esemplari presenti nel nord-ovest del Bangladesh vengono generalmente considerati membri della specie C. coturnix, ma potrebbero appartenere in realtà a questa forma. È stata introdotta alle Hawaii, a Réunion e in Italia.

## Conservazione
Nonostante la sua ampia distribuzione geografica, la quaglia del Giappone viene attualmente considerata «prossima alla minaccia» (Near Threatened) a causa di una netta diminuzione della popolazione selvatica a seguito della caccia e della distruzione degli habitat attraverso l'intensificazione delle pratiche agricole. Essa è ormai divenuta rara in Giappone, dove era ancora molto numerosa negli anni '30, quando ogni anno ne venivano abbattuti oltre 500.000 esemplari. Attualmente è in corso un programma di ripristino delle popolazioni, grazie soprattutto all'allevamento in cattività. La specie è rimasta abbastanza comune in Russia e popolazioni nidificanti si sono insediate in habitat favorevoli situati ai confini dell'area di diffusione, come in Bhutan. La quaglia del Giappone viene addomesticata da più di 600 anni, nel corso dei quali si è andata creando un'intera serie di mutazioni; attualmente viene allevata su scala industriale, sia per la carne che per le uova. La femmina inizia a deporre all'età di 40 giorni, e in 10 giorni produce una quantità di uova pari al proprio peso. Essa può deporre più di 200 uova all'anno. La quaglia del Giappone è stata inoltre rilasciata a scopo venatorio sia negli USA che in Europa, con tutta una serie di problemi correlati alla sua ibridazione con la quaglia comune.

## Domesticazione
Le prime notizie certe sulla domesticazione della quaglia giapponese risalgono al Giappone del XII secolo. Questi uccelli erano originariamente allevati come uccelli canori e si pensa che fossero regolarmente usati in gare. 
All'inizio del 1900, gli allevatori giapponesi iniziarono a selezionare gli individui per aumentare la produzione di uova. Nel 1940, l'industria intorno alle uova di quaglia divenne fiorente. Gli eventi della seconda guerra mondiale portarono alla completa perdita delle linee di quaglia allevate per le loro abilità canore, come anche di quasi tutte quelle per la produzione di uova. Dopo la guerra, le poche quaglie rimaste furono utilizzate per ricostruire l'industria delle uova e tutte le attuali linee commerciali e di laboratorio oggi sono considerate discendenti dalle queste superstiti. Nel marzo 1990, delle uova furono incubate e schiuse con successo sulla stazione spaziale Mir.